# 13 godina posle, gde smo danas
13 godina posle, gde smo danas je srpski film iz 2007. godine.

## Radnja
“13 godina posle, gde smo danas“ je film o posledicama bombardovanja Niša kasetnim bombama i odbijanju Srbije da potpiše Konvenciju o zabrani kasetnih bombi. Srbija je bila na meti kasetnih bombi tokom sukoba sa NATO savezom 1999. godine. Tada je Niš dva puta bombardovan kasetnim bombama, a samo u jednom danu 7. maja 1999. godine od kasetnih bombi poginulo je 15 ljudi. Od završetka NATO bombardovanja, u prvih nekoliko godina od kasetnih bombi rasutih na teritoriji Srbije poginulo je šest ljudi, a 12 je ranjeno. Konvenciju o zabrani kastenih bombi država Srbija još uvek nije potpisala. Kao država žrtva koja je bila lider pokreta za zabranu kasetne municije Srbije još uvek uporno ćuti o konvenciji i ne izjašnjava se o tom problemu. U filmu govore žrtve kasetnih bombi iz Niša o momentima njihovog ranjavanja i životu nakon stradanja. Osim žrtava o potrebi da država Srbija potpiše Konvenciju o zabrani kasetnih bombi govore i BAN advokati, žrtve kasetne municije koje su se angažovale u borbi protiv tog oružja objašnjavajući ljudima u svetu kolika je opasnost od kasetnih bombi. Sagovornici u filmu su i doktor koji je zbrinjavao ranjene tokom bombardovanja u Nišu, kao i predstavnik tadašnje lokalne vlasti.

## Spoljašnje veze
- NGTim